# 浦島坂田船
浦島坂田船（うらしまさかたせん）は、日本の男性音楽ユニットである。主にニコニコ動画、YouTubeで活動している。うらたぬき、志麻、となりの坂田。（あほの坂田。）、センラの4人から構成され、全員がニコニコ動画などで生放送を行う「生主」出身の歌い手であり歌手。グループ名はそれぞれの名前から2、3文字を取って付けたものである。リーダーはうらたぬき。ファンの名称は「crew（クルー）」。

## 来歴
2013年に結成し、「歌ってみた」動画の投稿など動画サイトを中心に活動を開始。2015年に、ミニアルバム「はじまりの合図」でCDデビュー。
2016年、ビクターエンタテインメントよりアルバム「CRUISE TICKET」を発表し、メジャーデビュー。
2018年に発表したアルバム「V-enus」がオリコン、Billboard JAPANの両音楽チャートで首位を獲得。2019年にはアルバム「$HUFFLE」で、その後「V-enus」がゴールドディスクに認定された。
2021年に発表したアルバム「L∞VE」、2022年に発表したアルバム「Toni9ht」においてオリコン、Billboard JAPANの両音楽チャートで2作連続首位を獲得。2022年にアルバム「L∞VE」がゴールドディスクに認定された。
2023年、結成10周年を迎えた。

## メンバー
| 名前（よみがな） | 生年月日              | 出身地 | イメージカラー |
| ---------------- | --------------------- | ------ | -------------- |
| うらたぬき       | 1989年8月9日（35歳）  | 埼玉県 | ■緑            |
| 志麻             | 1989年12月1日（35歳） | 高知県 | ■紫            |
| となりの坂田。   | 1991年12月5日（33歳） | 兵庫県 | ■赤            |
| センラ           | 1991年10月3日（33歳） | 京都府 | ■黄            |

## ディスコグラフィ
最高位は、オリコンウィークリーチャートに基づく。

### ダウンロード
| 規格                                        | 発売日                                      | タイトル                                    |
| NBCユニバーサル・エンターテイメントジャパン | NBCユニバーサル・エンターテイメントジャパン | NBCユニバーサル・エンターテイメントジャパン |
| ------------------------------------------- | ------------------------------------------- | ------------------------------------------- |
| デジタルダウンロード                        | 2020年4月7日                                | グッド・バイ                                |
| デジタルダウンロード                        | 2020年10月8日                               | Ready                                       |
| デジタルダウンロード                        | 2021年3月17日                               | SAILING!!!!!                                |
| デジタルダウンロード                        | 2021年3月17日                               | HORRORISM                                   |
| デジタルダウンロード                        | 2021年3月17日                               | カレンダーリマインダー                      |
| デジタルダウンロード                        | 2021年3月17日                               | ベノム                                      |
| デジタルダウンロード                        | 2021年3月17日                               | 花や、花                                    |
| デジタルダウンロード                        | 2021年3月17日                               | 花魁俺嵐コンフュージョン                    |
| デジタルダウンロード                        | 2021年3月17日                               | 吉原ラメント                                |
| デジタルダウンロード                        | 2021年3月17日                               | Here We Are                                 |
| デジタルダウンロード                        | 2021年3月17日                               | Bad Monster                                 |
| デジタルダウンロード                        | 2021年3月17日                               | SPOOKY MAGICAL NIGHT                        |
| デジタルダウンロード                        | 2021年3月17日                               | ナイトメリーハッピネス                      |
| デジタルダウンロード                        | 2021年3月17日                               | Dreamer -5th Anniversary Ver.-              |
| デジタルダウンロード                        | 2021年3月17日                               | 飲めや 歌えや 踊れや 騒げ                   |
| デジタルダウンロード                        | 2021年3月17日                               | SWEET TASTE PRESENT                         |
| デジタルダウンロード                        | 2021年4月14日                               | ハロウ!ゴーストシップ                       |
| デジタルダウンロード                        | 2021年4月14日                               | そらに、ひらり                              |
| デジタルダウンロード                        | 2021年4月14日                               | グリムメイカー                              |
| デジタルダウンロード                        | 2021年7月7日                                | 返り咲                                      |
| デジタルダウンロード                        | 2021年7月7日                                | 完全燃焼〜春祭り〜                          |
| デジタルダウンロード                        | 2021年7月7日                                | Recipe                                      |
| デジタルダウンロード                        | 2021年8月31日                               | Realizer                                    |
| デジタルダウンロード                        | 2021年8月31日                               | Ring                                        |
| デジタルダウンロード                        | 2021年8月31日                               | 駆け上がるボルテージ                        |
| デジタルダウンロード                        | 2021年10月28日                              | Happy Halloween                             |
| デジタルダウンロード                        | 2021年10月28日                              | カモフラ                                    |
| デジタルダウンロード                        | 2021年12月20日                              | プレゼント                                  |
| デジタルダウンロード                        | 2022年2月11日                               | マジカル・ショコラティエ                    |
| デジタルダウンロード                        | 2022年3月1日                                | 貴方と云ふ花                                |
| デジタルダウンロード                        | 2022年3月1日                                | 燦然賛歌                                    |
| デジタルダウンロード                        | 2022年8月27日                               | 夜咄ディセイブ                              |
| デジタルダウンロード                        | 2022年10月19日                              | Q for U                                     |
| デジタルダウンロード                        | 2022年11月12日                              | ゾンビ                                      |
| デジタルダウンロード                        | 2022年11月12日                              | ジャックオーランタン                        |
| デジタルダウンロード                        | 2023年2月3日                                | ドラマティックノエル                        |
| デジタルダウンロード                        | 2023年7月12日                               | 10 CARAT CHOCOLATE                          |
| デジタルダウンロード                        | 2023年7月12日                               | ホワイトプリンス                            |
| デジタルダウンロード                        | 2023年10月6日                               | ヘウレーカ                                  |
| デジタルダウンロード                        | 2023年11月9日                               | おーるでい・おーるにゃいと                  |
| デジタルダウンロード                        | 2023年11月13日                              | 可愛くてごめん                              |
| デジタルダウンロード                        | 2024年3月6日                                | ゼンシンゼンレイ好きさ                      |
| デジタルダウンロード                        | 2024年4月11日                               | フレテ                                      |
| デジタルダウンロード                        | 2024年4月15日                               | 祭唄                                        |
| デジタルダウンロード                        | 2024年4月15日                               | SAKURA FUBUKI                               |
| デジタルダウンロード                        | 2024年8月6日                                | ワガママOnly Mine                           |
| デジタルダウンロード                        | 2024年9月20日                               | パイレーツオブ宇宙!                         |
| デジタルダウンロード                        | 2024年10月8日                               | ばく                                        |
| デジタルダウンロード                        | 2024年10月23日                              | GENTLEMAN'S NIGHT                           |
| デジタルダウンロード                        | 2024年10月23日                              | アイシナヨ                                  |
| デジタルダウンロード                        | 2024年11月6日                               | 熱々ワッショイダンス                        |
| デジタルダウンロード                        | 2024年11月12日                              | 超毒的 LOVE                                 |
| ワーナーミュージック・ジャパン              |                                             |                                             |
| デジタルダウンロード                        | 2025年2月19日                               | ハッピーエンドは笑うように                  |
| デジタルダウンロード                        | 2025年3月24日                               | 月華                                        |
| デジタルダウンロード                        | 2025年6月4日                                | わたしの一番かわいいところ（Cover）         |

### DVD
| 枚                                          | 発売日                                      | タイトル                                    | 規格品番                                    | 備考                                        | 最高位                                      |
| NBCユニバーサル・エンターテイメントジャパン | NBCユニバーサル・エンターテイメントジャパン | NBCユニバーサル・エンターテイメントジャパン | NBCユニバーサル・エンターテイメントジャパン | NBCユニバーサル・エンターテイメントジャパン | NBCユニバーサル・エンターテイメントジャパン |
| ------------------------------------------- | ------------------------------------------- | ------------------------------------------- | ------------------------------------------- | ------------------------------------------- | ------------------------------------------- |
| 1                                           | 2023年4月5日                                | 浦島坂田船のよにんたび。                    | GNBL-1037                                   | 浦島坂田船初の実写単独DVD                   | 1位                                         |

## タイアップ
| 楽曲                   | タイアップ                                                                            | 時期   |
| ---------------------- | ------------------------------------------------------------------------------------- | ------ |
| SHOW MUST GO ON!!      | テレビアニメ『スタミュ』第2期オープニングテーマ                                       | 2017年 |
| 明日へのBye Bye        | テレビアニメ『イナズマイレブン オリオンの刻印』エンディングテーマ                     | 2019年 |
| カレンダーリマインダー | テレビアニメ『浦島坂田船の日常』オープニングテーマ                                    | 2019年 |
| Gotcha!!               | テレビアニメ『デュエル・マスターズ!!』オープニングテーマ                              | 2019年 |
| 共鳴コントラスト       | スマホゲーム『外見至上主義』主題歌                                                    | 2019年 |
| グッド・バイ           | テレビアニメ『文豪とアルケミスト 〜審判ノ歯車〜』オープニングテーマ                   | 2020年 |
| Ready                  | テレビアニメ『アクダマドライブ』エンディングテーマ                                    | 2020年 |
| realizer               | 映画『ナポレオンと私』主題歌                                                          | 2021年 |
| 駆け上がるボルテージ   | テレビアニメ『新幹線変形ロボ シンカリオンZ』エンディングテーマ                        | 2021年 |
| Ring                   | スマホゲーム『イケメンヴァンパイア◆偉人たちと恋の誘惑』4周年記念ソング                | 2021年 |
| 鈍色Wheels             | 舞台『アクダマドライブ』テーマソング                                                  | 2022年 |
| SHINY                  | テレビアニメ『Opus.COLORs』オープニングテーマ                                         | 2023年 |
| +                      | 日本テレビ系『DayDay.』7月エンディングテーマ                                          | 2023年 |
| フレテ                 | テレビドラマ『彼のいる生活』主題歌                                                    | 2024年 |
| ワガママOnly Mine      | テレビドラマ『コスメティック・プレイラバー』主題歌                                    | 2024年 |
| ばく                   | NHK 『みんなのうた』 2024年10-11月度 放送                                             | 2024年 |
| 熱々ワッショイダンス   | 東洋水産『マルちゃん赤いきつねと緑のたぬき』✕『浦島坂田船』アンバサダー就任記念ソング | 2024年 |
| 超毒的 LOVE            | 毒物男子による侵食型プロジェクト 『Toxic-a-Holic（トキシカホリック）』主題歌          | 2024年 |

## ライブ・イベント

### 単独公演
| 年     | 日程                    | タイトル | 備考 |
| ------ | ----------------------- | --- | --- |
| 2013年 | 9月7日 - 28日           | 浦島坂田船ライブ | 浦島坂田船初の単独公演。大阪と東京の2箇所で開催。 |
| 2014年 | 7月21日                 | 浦島坂田船ライブ | 東京・吉祥寺CLUB SEATAにて行われた2度目の単独公演。 |
| 2014年 | 8月10日                 | 浦島坂田船ライブ in名古屋 Produced by Studio DEEN | スタジオディーンの提供により行われた東名阪の単独公演。 |
| 2014年 | 8月23日                 | 浦島坂田船ライブ in大阪 Produced by Studio DEEN | スタジオディーンの提供により行われた東名阪の単独公演。 |
| 2014年 | 9月14日                 | 浦島坂田船ライブ in新宿 Produced by Studio DEEN | スタジオディーンの提供により行われた東名阪の単独公演。 |
| 2015年 | 5月2日                  | 浦島坂田船ライブ 2015.5 | 東京・渋谷TSUTAYA O-WESTにて行われた単独公演。 |
| 2015年 | 8月1日 - 9月21日        | 浦島坂田船2015夏ツアーライブ 〜listen to my voice〜                                                                                                   | 初の東名阪ツアー。3都市8公演。 |
| 2016年 | 7月3日 - 9月17日        | SUMMER TOUR 2016 -CRUISE PARTY- | 2形態のツアー。9都市15公演。 |
| 2016年 | 7月31日 - 9月3日        | SUMMER TOUR 2016 -CRUISE LIVE- | 2形態のツアー。9都市15公演。 |
| 2016年 | 11月19日                | 浦島坂田船 台湾公演 | 台湾・花漾Hana展演空間にて行われた初の海外単独公演。 |
| 2016年 | 11月26日                | アニメイト長野リニューアル記念 浦島坂田船スペシャルライブ                                                                                             | 長野・CLUB JUNK BOXにて行われたスペシャルライブ。 |
| 2017年 | 3月4日 - 18日           | Spring Tour 2017〜春の宴〜 | 初の春ツアー。東名阪ツアー。3都市6公演。 |
| 2017年 | 7月22日 - 9月17日       | SUMMER TOUR 2017 〜Beyond The Compass〜 -DJ Edition-                                                                                                  | 2形態のツアー。12都市18公演。 |
| 2017年 | 7月30日 - 8月20日       | SUMMER TOUR 2017 〜Beyond The Compass〜 -BAND Edition-                                                                                                | 2形態のツアー。12都市18公演。 |
| 2017年 | 10月28日                | SUMMER TOUR 2017 〜THE FINAL〜 | 東京・両国国技館にて行われた夏ツアーのファイナル公演。初のアリーナ規模での単独公演。 |
| 2017年 | 10月29日                | Happy Halloweeeen 浦島坂田幽霊船〜コスプレしてLOVE（恋）♥〜                                                                                           | 東京・両国国技館にて行われた初のハロウィンパーティー。 |
| 2018年 | 3月4日 - 4月5日         | Spring Tour 2018 〜桜吹雪で乱de舞!〜 | 6都市9公演。 |
| 2018年 | 7月7日 - 8月5日         | SUMMER TOUR 2018〜俺SUMMERと、宇CHU♥旅行♥〜 -DJ Edition-                                                                                              | 2形態のツアー。7都市8公演。 |
| 2018年 | 7月14日 - 8月18日       | SUMMER TOUR 2018〜俺SUMMERと、宇CHU♥旅行♥〜 -BAND Edition-                                                                                            | 2形態のツアー。7都市8公演。 |
| 2018年 | 7月30日 - 31日          | 浦島坂田船 5th Anniversary 〜熱♥CHU♥宙♥ 俺SUMMERと、宇CHU♥旅行♥〜                                                                                     | 東京・日本武道館にて行われた結成5周年記念2DAYS公演。 |
| 2018年 | 10月27日                | SUMMER TOUR 2018 〜THE FINAL〜 | 千葉・幕張イベントホールにて行われた夏ツアーのファイナル公演。 |
| 2018年 | 10月28日                | Happy Halloweeeen 浦島坂田幽霊船〜吸魂（求婚）パーティ!?ちょっと魔って♥もしかして僕にヨーカイ?〜                                                      | 千葉・幕張イベントホールにて行われた2回目のハロウィンパーティー。 |
| 2019年 | 3月9日 - 4月4日         | Spring Tour 2019 ―斬（ZAN）― | 5都市7公演。 |
| 2019年 | 7月13日 - 10月6日       | SUMMER TOUR 2019 〜浦島theカジノ船 俺たち愛＄、今夜お前とBETイン〜                                                                                    | 17都市20公演。 |
| 2019年 | 10月22日 - 24日         | Happy Halloweeeen 浦島坂田幽霊船〜ようこそ令和元年 やっぱり霊はあかんねん 憑依GO!〜                                                                   | 3回目のハロウィンパーティー。初の2会場での開催。 |
| 2020年 | 2月23日 - 6月12日       | Spring Tour 2020 ―花（HANA）― | 当初は13都市15公演開催予定だったが、新型コロナウイルス感染拡大防止のため、石川・新潟公演以降の全公演が開催中止となった。 |
| 2020年 | 12月26日                | 浦島坂田船!Live&Live〜RAINBOW〜 | 無観客にて行われた初のオンラインライブ。2日間に渡りコンセプトの異なる公演が配信された。 |
| 2020年 | 12月27日                | 浦島坂田船!Live&Live〜CREW'S BEST〜 | 無観客にて行われた初のオンラインライブ。2日間に渡りコンセプトの異なる公演が配信された。 |
| 2021年 | 3月6日 - 4月25日        | Spring Tour 2021 花（HANA）〜桜花再凛〜 | 15都市17公演（配信1公演含む）。新型コロナウイルス感染拡大防止のため、徳島・愛媛公演は中止。また、福島公演は福島県沖地震の影響により会場が使用できないため当初は中止とアナウンスされたが、その後振替公演としてオンラインライブが開催された。 |
| 2021年 | 7月24日 - 12月28日      | SUMMER TOUR 2021 〜甘い∞（はち）密のような♥（恋）をしない?キミの放課後はボクのモノ♥無限大の♥（LOVE）STARTぉ☆〜                                        | 11都市18公演。当初9月20日に行われる予定だった千葉公演は、新型コロナウイルス感染拡大防止のため、12月28日に延期された。 |
| 2021年 | 10月31日                | Happy Halloweeeen 浦島坂田幽霊船 〜本気（マジ）か!MAGIC!マジカルミラクル!きゅるるるるん☆彡 お菓子くなっちゃう♥もうっ//♥ やメテオー!CHU♥ﾄﾞｰﾝ!〜        | 4回目のハロウィンパーティー。ハロウィンライブとしては初めてとなるオンラインでの開催。配信プラットフォームは、日本ではStreaming+、中国ではbilibili、その他の海外ではZAIKOとなっている。 |
| 2022年 | 2月23日 - 4月30日       | Spring Tour 2022 〜令和浪漫〜 | 19都市21公演。 |
| 2022年 | 7月29日 - 2023年1月29日 | SUMMER TOUR 2022 Toni9ht | 8都市15公演。9月24日に開催予定だった静岡公演は台風15号の影響で中止が発表され、その後2023年1月29日に延期されることがアナウンスされた。 |
| 2022年 | 10月22日 - 30日         | Happy Halloweeeen 浦島坂田幽霊船 Ψ悪魔執事Ψ あなたが飽くまで仕えます♥ワタクシかなり使えます♥ちゃんとしni9htお仕置きデビか〜????                       | 5回目のハロウィンパーティー。2都市4公演。 |
| 2023年 | 2月11日 - 7月2日        | 10th Anniversary 浦島坂田船 SPECIAL TAG LIVE 2023 URASAKA KINGDOM 〜Dark Side Fantasy〜                                                               | 東京・東京ガーデンシアターにて行われた結成10周年記念2DAYS公演。うらたぬきとあほの坂田。、志麻とセンラがタッグを組みそれぞれコンセプトの異なる公演を開催した。計4公演。その内「URASAKA KINGDOM 〜Dark Side Fantasy〜」の2公演についてはあほの坂田。が体調不良を訴え公演の中止が発表され、代替公演として「うらたぬきソロライブ」が2公演開催された。その後7月2日に振替公演が2公演開催された。 |
| 2023年 | 2月11日 - 7月2日        | 10th Anniversary 浦島坂田船 SPECIAL TAG LIVE 2023〜Shima×Senra Ride The Night〜                                                                       | 東京・東京ガーデンシアターにて行われた結成10周年記念2DAYS公演。うらたぬきとあほの坂田。、志麻とセンラがタッグを組みそれぞれコンセプトの異なる公演を開催した。計4公演。その内「URASAKA KINGDOM 〜Dark Side Fantasy〜」の2公演についてはあほの坂田。が体調不良を訴え公演の中止が発表され、代替公演として「うらたぬきソロライブ」が2公演開催された。その後7月2日に振替公演が2公演開催された。 |
| 2023年 | 3月19日 - 4月16日       | Spring Tour 2023 彩-sai- | 12都市12公演。 |
| 2023年 | 4月29日                 | 浦島坂田船 10th Anniversary 〜Memorial Live〜 | 埼玉・さいたまスーパーアリーナにて行われた結成10周年記念公演。スタジアムモードにて開催され約26,000人を動員した。 |
| 2023年 | 7月15日 - 9月23日       | SUMMER TOUR 2023 Plusss | 11都市17公演。 |
| 2023年 | 10月21日 - 22日         | Happy Halloweeeen 浦島坂田幽霊船 〜キャッ!とめられないの!?いたずらしニャイで♡でもご主人タマがすこすこすこてぃっしゅHOLD♡〜                            | 東京・有明アリーナにて2DAYSで行われた6回目のハロウィンパーティー。 |
| 2024年 | 2月10日 - 3月3日        | USSS SOLO FESTIVAL 2024 -ソロフェス- | 東京・東京ガーデンシアターにて2DAYSで行われた初のソロフェス。当初の発表では2公演のみの開催予定であったが、その後3月3日に東京・日本武道館にて追加公演が開催された。 |
| 2024年 | 3月20日 - 4月28日       | Spring Tour 2024 -四春祭- | 13都市14公演。 |
| 2024年 | 7月20日 - 9月15日       | SUMMER TOUR 2024 Weddiing | 6都市12公演。 |
| 2024年 | 10月12日 - 14日         | Happy Halloweeeen 浦島坂田幽霊船 さぁ手をとってshall we dance? 舞踏会はもう明日!?まだはえーよ!マスカレード! ぬっはー!仮面の下はｶﾒｪﾝｸﾞｽｩﾝ ｽｩﾝ…ｽｩﾝ…ｽｩﾝ… | 神奈川・ぴあアリーナMMにて行われた7回目のハロウィンパーティー。初の3DAYSライブ。 |
| 2025年 | 2月14日 - 15日          | 浦島坂田船〜歌ってみた祭り!〜 | 千葉・LaLa arena TOKYO-BAYにて2DAYSで行われた初の「歌ってみた」ライブ。 |
| 2025年 | 2月21日 - 4月27日       | Spring Tour 2025 〜月〜 | 20都市22公演。 |
| 2025年 | 7月5日 - 9月21日        | SUMMER TOUR 2025 WARN12G | 7都市12公演。 |

### ファンミーティング
| 年     | 日程            | タイトル                                 | 備考 |
| ------ | --------------- | ---------------------------------------- | --- |
| 2018年 | 9月17日         | 浦島坂田船V-enus発売記念&ファン感謝祭!   | 東京・よみうりホールにて行われた初のファンミーティング。アルバム「V-enus」初回限定盤及び、通常盤（初回プレスのみ）に封入された応募フライヤーから申し込みが出来た。              |
| 2019年 | 9月22日         | 浦島坂田船＄HUFFLE発売記念&ファン感謝祭! | 東京・サンパール荒川 大ホールにて行われた2回目のファンミーティング。アルバム「$HUFFLE」初回限定盤及び、通常盤（初回プレスのみ）に封入された応募フライヤーから申し込みが出来た。 |
| 2024年 | 12月27日 - 31日 | 浦島坂田船の大忘年会                     | 3回目のファンミーティング。2都市4公演。 |

### 衣装展
| 2024年 | 11月22日 - 2025年1月24日 | 浦島坂田船の衣装展 〜Summer Tour ver.〜 | 浦島坂田船初の展覧会。東京、広島、愛知、大阪の全4拠点で開催。 |

### 参加公演
2016年
- 11月3日 - ニコニコ超パーティー2016　埼玉・さいたまスーパーアリーナ

2017年
- 5月7日 - ひきこもりたちでもフェスがしたい!　埼玉・さいたまスーパーアリーナ

2018年
- 2月3日 - NBCUniversal ANIME×MUSIC FESTIVAL〜25th ANNIVERSARY〜　埼玉・さいたまスーパーアリーナ
- 3月20日 - ひきこもりでもLIVEがしたい!〜明日色ワールドエンド発売記念公演〜　千葉・幕張メッセ国際展示場9・10・11ホール　※シークレット出演
- 3月21日 - ひきこもりでもLIVEがしたい!〜明日色ワールドエンド発売記念公演〜　千葉・幕張メッセ国際展示場9・10・11ホール　※シークレット出演
- 11月4日 - ひきこもりたちでもフェスがしたい!〜世界征服前夜＠幕張メッセ〜　千葉・幕張メッセ国際展示場9・10・11ホール

2019年
- 6月23日 - ひきこもりたちでもフェスがしたい!〜世界征服I＠メットライフドーム〜　埼玉・メットライフドーム（現：ベルーナドーム）

2021年
- 8月1日 - ひきこもりたちでもフェスがしたい!〜世界征服II＠東京ドーム〜ONLINE　東京・東京ドーム

## 出演

### テレビ
- めざましテレビ（2021年7月23日・7月29日、フジテレビ）

### ラジオ
- ミュージックライン（NHK-FM）
  - 2021年7月9日
  - 2023年7月14日　※うらたぬき、となりの坂田。のみ出演
  - 2025年6月27日　※志麻、となりの坂田。のみ出演
- TALK ABOUT（TBSラジオ）
  - 2022年9月3日　※志麻、センラのみ出演
  - 2025年7月19日　※センラのみ出演
- A&G ARTIST ZONE 浦島坂田船のTHE CATCH（2024年1月2日 - 3月26日、超!A&G+） - 火曜パーソナリティ[98]
- 浦島坂田船のうしさせにぎにぎ（2024年7月11日・11月26日、文化放送）
- A&G TRIBAL RADIO エジソン（2025年6月14日、文化放送）　※うらたぬきのみ出演[99]

## テレビアニメ「浦島坂田船の日常」
2019年10月から12月までTOKYO MXほかで放送されたショートアニメ。高校に編入した浦島坂田船の青春を描いたオリジナルストーリーで、各メンバーが自身のキャラクターの声を担当する。

### スタッフ
- 原作 - 浦島坂田船
- 監督・絵コンテ・美術監督・美術設計 - 池内翔
- シリーズ構成・脚本 - 内田裕基
- キャラクター原案 - 月森フユカ
- アニメキャラクターデザイン・作画監督 - 横山紗弓
- 色彩設計 - 赤津豊
- 編集・撮影監督 - 佐藤貴雄
- 音響監督 - 飯田里樹
- 音楽 - 高田雅史
- 統括プロデューサー - 川口真司
- 企画プロデューサー - 福良啓
- 制作プロデューサー - 清原良太
- プロデュース - グッドスマイルフィルム
- アニメーションプロデューサー - 佐藤裕紀
- アニメーション制作 - GAINAX京都
- 製作 - NBCユニバーサル・エンターテイメント

### 登場人物
うらた（うらた）
声 - うらたぬき
転校生部の部長。転校生4人をまとめるしっかり者。
志麻（しま）
声 - 志麻
ゲームとサプライズが大好きな自由人。
坂田（さかた）
声 - となりの坂田。
転校生部の名付け親。元気全開、パワフル天然ボーイ。
センラ（せんら）
声 - センラ
大人っぽい雰囲気が魅力の関西弁男子。
やまだぬき
声 - 代永翼
いつもうらたの肩に乗っている相棒兼ペット。
校長
声 - 増岡弘
ちょっと変わった校長先生。
古文の先生
声 - 松岡禎丞
一見優しそうな先生に見えるが…
番長
声 - 杉田智和
その名は岩鉄剛三郎。
爆弾音声
声 - 下野紘
10連勤中らしい。

### 主題歌
「カレンダーリマインダー」
浦島坂田船によるオープニングテーマ。作詞・作曲・編曲はhalyosy、ラップ作詞はらっぷびと。

### 放送局
| 放送期間                 | 放送時間           | 放送局   | 対象地域 | 備考                      |
| ------------------------ | ------------------ | -------- | -------- | ------------------------- |
| 2019年10月2日 - 12月18日 | 水曜 21:54 - 22:00 | TOKYO MX | 東京都   |                           |
| 2019年10月4日 - 12月20日 | 金曜 22:30 - 22:35 | AT-X     | 日本全域 | CS放送 / リピート放送あり |

### DVD
| 発売日        | 収録話         | 規格品番   | 規格品番  |
| 発売日        | 収録話         | 初回限定版 | 通常版    |
| ------------- | -------------- | ---------- | --------- |
| 2020年2月26日 | 第1話 - 第13話 | GNBA-2677  | GNBA-2678 |